# La Constancia (ferrería)
La Constancia fue una fábrica de altos hornos ubicada junto a la playa de San Andrés, en la ciudad española de Málaga en el siglo XIX.

## Historia
Promovida por Manuel Agustín Heredia, se estableció en 1833 para afinar con carbón mineral el hierro colado que se producía en los altos hornos de Marbella. Fue una de las ferrerías más modernas del mundo en su época, que llegó a tener cinco altos hornos, veintidós pudler, dieciocho calderas y veintidós máquinas de vapor.
La Constancia funcionaba con hulla que se traía desde Inglaterra al puerto de Málaga debido a la falta de puertos industriales en Asturias que impedía embarcar el carbón asturiano hasta Málaga y hacía inviable su utilización. Sin embargo, para proteger la producción de carbón de Asturias, el Estado gravaba la importación de carbón británico con tasas de hasta el 50 %, con lo que resultaba excesivamente caro.
En 1884 cerró la fundición de Marbella y en 1891 lo hizo La Constancia de Málaga. El último encendido de los altos hornos malagueños se produjo en los años de la Primera Guerra Mundial por la gran demanda generada por el conflicto bélico. Pero una vez acabada la contienda los altos hornos se apagaron para siempre.